# Allez raconte (série télévisée d'animation)
 (février 2023).
Si vous disposez d'ouvrages ou d'articles de référence ou si vous connaissez des sites web de qualité traitant du thème abordé ici, merci de compléter l'article en donnant les références utiles à sa vérifiabilité et en les liant à la section « Notes et références ».
Allez raconte est une série télévisée d'animation française créée d'après la série de bande dessinée éponyme de Lewis Trondheim et José Parrondo et diffusée à partir du 15 octobre 2006 sur M6 dans l'émission M6 Kid. Elle est plus tard diffusé sur Piwi+

## Synopsis
Cette série met en scène un père de famille qui, tous les soirs, raconte à ses enfants, Pierre et Jeanne, une histoire avant de s'endormir. La fille réclamant des princesses et le garçon des monstres et des bagarres, le père doit redoubler d'imagination pour inventer des histoires originales répondant aux désirs des enfants.

## Distribution des voix
- Dany Boon : Papa (Laurent)
- Claire Bouanich (saison 1) puis Lou Lévy (saison 2) : Jeanne
- Mehdi Boon : Pierre

## Épisodes

### Première saison
1. La fille du roi des monstres a
2. Le trésor des toutous a
3. Christophe le pêcheur a
4. Grogateau et Riendutout a
5. L'homme qui riait tout le temps b
6. La planète Pâte à modeler b
7. Frédéric le bousier amoureux c
8. Le monstre au pays des princesses
9. Le monstre géant et la princesse minuscule
10. La princesse au pays des monstres
11. Le chien monstrueux et la princesse des roses a
12. La princesse des princesses et le monstre des monstres a
13. Histoire sans princesses ni monstre a
14. La princesse qui sentait mauvais c
15. L'arbre aux vêtements b
16. Le dinosaure d'Hollywood d
17. Marguerite et Jean-Philippe monstre des bois e
18. L'attaque des chameaux à poils longs f
19. Rosalie et la pluie d
20. Princesse patate c
21. La sorcière qui n'était pas moche du tout e
22. Une journée de boulot g
23. Au pays des crottes de nez c
24. Le fantôme Affreux h
25. L'homme le plus fort du monde b
26. La princesse mammouth d
27. Un futur idéal b
28. Le mini éléphant h
29. Le robot raconteur d'histoires h
30. Grosse poilade g
31. La princesse des plages g
32. La vraie histoire g
33. La fille qui pleurait tout le temps e
34. Le poney de la savane g
35. La vampire et le dentiste e
36. Trintrin, Pépette et Picaillon i
37. Des elfes et des fées j
38. Papa contre les moutons garou e
39. Le chevalier qui gaspillait tout j
40. Pin-parasol et le short magique c
41. Les pirates de l'île aux fleurs e
42. Le chat qui se prenait pour une limace c
43. Le petit pirate très très moderne j
44. Le plus gros nez du monde c
45. La petite souris et les martiens e
46. La malédiction de la princesse garou e
47. Le prince charmant et le terrible dragon j
48. L'aventurier et la machine à remonter le temps j
49. Le rhume du fromage c
50. Alladindonneau c
51. L'ogre qui a du caca dans les yeux j
52. Le géant mou c
53. La tortue qui avait 63 millions d'années c
54. Le troll trop fort c

### Deuxième saison
1. Le Père Noël imberbe k
2. Le Monstre élégant j
3. Super pupuce e
4. Le Voltigeur des cavernes k
5. La Grande aventure des manchots e
6. Jules et Pépino k
7. Le Garçon aux chaussures qui s'ennuyaient b
8. La Course des petits chaperons j
9. La Baleine au trésor b
10. La Belle au bois ronflant
11. Le Ninja et la planète Moullux l, m
12. Le Cow-boy et le serpent minute l, m
13. Monstre contre princesse l, m
14. Le Tournoi du plus fort des héros l, m
15. La Princesse perdue l, m
16. Aldabert et le monstre mignon m
17. Le Chat funambule j
18. Le Mystère des princes qui sentent la rose
19. La Fée bègue n
20. Le Bilibolu de l'espace b
21. Le Prunier du futur
22. Le Grand interrupteur de l'Univers
23. Le Fantôme au hoquet
24. La Moustache de poufpouf
25. Le Prince de crabe
26. Les bêtes des pommes
27. Le Pays des pains d'interrogation
28. La Terrible histoire du FEF
29. La Super saga de la quête
30. Le Roi des souris
31. Les Bonbons de l'espace
32. Un détective bien curieux
33. Allez-enfants n'importe quoi
34. Robert le comptable charmant
35. Le Miel d'idiots
36. Le Poussin liquide

Scénarios : a Lewis Trondheim ; b Charles Berberian ; c Jean-Louis Momus ; d David Vandermeulen ; e Loran Crenn ; f Mathieu Sapin ; g Émile Bravo ; h José Parrondo ; i Emmanuel Guibert ; j Clélia Constantine ; k Jampur Fraize ; l Aude Picault ; m Boulet ; n Jean Regnaud